# Episodi di Squadra Speciale Colonia (ottava stagione)
L'ottava stagione della serie televisiva Squadra Speciale Colonia è composta da 20 episodi, trasmessi per la prima volta in Germania dal 17 novembre 2009 al 20 aprile 2010. La stagione è stata trasmessa per la prima volta in italiano in Svizzera dal 16 marzo all'11 aprile 2018 dalla RSI.
| N° | Titolo originale            | Titolo in italiano         | Prima Tv Germania | Prima TV Svizzera |
| -- | --------------------------- | -------------------------- | ----------------- | ----------------- |
| 1  | Nicht von schlechten Eltern | Genitori niente male       | 17 novembre 2009  | 16 marzo 2018     |
| 2  | Tod im Zoo                  | Delitto allo zoo           | 24 novembre 2009  | 17 marzo 2018     |
| 3  | Trilogie des Todes          | Il terzo quadro            | 1 dicembre 2009   | 19 marzo 2018     |
| 4  | Tod auf dem Rhein           | Morte sul Reno             | 8 dicembre 2009   | 20 marzo 2018     |
| 5  | Familienglück               | Una famiglia felice        | 15 dicembre 2009  | 21 marzo 2018     |
| 6  | Tod einer Schriftstellerin  | La donna del lago          | 22 dicembre 2009  | 22 marzo 2018     |
| 7  | Auf der Flucht              | Vittoria amara             | 29 dicembre 2009  | 23 marzo 2018     |
| 8  | Eine Landpartie             | La scampagnata             | 5 gennaio 2010    | 26 marzo 2018     |
| 9  | Geister der Vergangenheit   | Fantasmi dal passato       | 12 gennaio 2010   | 27 marzo 2018     |
| 10 | Die Frau im hellen Mantel   | Non vendersi mai a nessuno | 26 gennaio 2010   | 28 marzo 2018     |
| 11 | Wer Wind sät                | Chi semina vento ....      | 2 febbraio 2010   | 29 marzo 2018     |
| 12 | Mörder Alaaf!               | Il carnevale di Colonia    | 9 febbraio 2010   | 30 marzo 2018     |
| 13 | Entführt                    | Il sequestro               | 23 febbraio 2010  | 02 aprile 2018    |
| 14 | Am seidenen Faden           | Appeso ad una fune         | 2 marzo 2010      | 03 aprile 2018    |
| 15 | Schuldig                    | Colpevole                  | 16 marzo 2010     | 04 aprile 2018    |
| 16 | Preis der Schönheit         | Il prezzo della bellezza   | 23 marzo 2010     | 05 aprile 2018    |
| 17 | Krieg im Kleingarten        | Guerra in giardino         | 30 marzo 2010     | 06 aprile 2018    |
| 18 | Mord im Steinbruch          | Omicidio alla cava         | 6 aprile 2010     | 09 aprile 2018    |
| 19 | Vorsicht, Falle!            | L'amore sbagliato          | 13 aprile 2010    | 10 aprile 2018    |
| 20 | Ein echter Schuss           | Il fulmine verde           | 20 aprile 2010    | 11 aprile 2018    |